# Counting sort
Counting sort é um algoritmo de ordenação estável cuja complexidade é O(n). As chaves podem tomar valores entre 0 e M-1. Se existirem k0 chaves com valor 0, então ocupam as primeiras k0 posições do vetor final: de 0 a k0-1.
A ideia básica do counting sort é determinar, para cada entrada x, o número de elementos menor que x. Essa informação pode ser usada para colocar o elemento x diretamente em sua posição no array de saída. Por exemplo, se há 17 elementos menores que x, então x pertence a posição 18. Esse esquema deve ser ligeiramente modificado quando houver vários elementos com o mesmo valor, uma vez que nós não queremos que sejam colocados na mesma posição.

## Pseudocódigo
```
//k é o maior valor do vetor A

//Criar vetor auxiliar com k+1 elementos e inicializar com zeros
for i ← 0 to k
    do C[i]←0
    
for j ← 1 to length[A]
    do C[A[j]] ← C[A[j]] + 1
//Agora C[i] contem o numero de elementos igual a i.

for i ← 1 to k
    do C[i] ← C[i] + C[i - 1]
//Agora C[i] contem o numero de elementos menor que ou igual a i.

for j ← length[A] downto 1
    do B[C[A[j]]] ← A[j]
        C[A[j]] ← C[A[j]] - 1
        
//Pseudocodigo do livro "Introduction to Algorithms" 
//de Thomas H. Cormen...[et al.] - 2nd ed.
//The MIT Press (p. 168)

```

## Implementações
1. Cria CNT[M+1] e B[max N]
2. Inicializa todas as posições de CNT a 0.
3. Percorre o vector A e, para cada posição i de a faz CNT[A[i]-1]++ o que faz com que, no final, cada posição i de CNT contem o nº de vezes que a chave i-1 aparece em A.
4. Acumula em cada elemento de CNT o elemento somado ao elemento anterior: CNT[i] indica a posição ordenada do primeiro elemento de chave i.
5. Guarda em B os valores de A ordenados de acordo com B[CNT[A[i]++]=A[i]
6. Copia B para A.
7. Counting-Sort trabalha como uma contadora de ocorrências dentro de um programa, especificamente dentro de um vetor. Quando determinado vetor tem números repetidos, números únicos e números que não existem um outro vetor indica a quantidade de ocorrências.

Esta implementação tem a desvantagem de precisar de vectores auxiliares.
O Counting Sort ordena exclusivamente números inteiros pelo fato de seus valores servirem como índices no vetor de contagem.
Características
- Estável
- Necessita de memória auxiliar. Logo, não é in-place
- Complexidade linear

### Código emC++
```
template
<
class
 
T
>

std
::
vector
<
T
>
 
counting_sort
(
 
const
 
std
::
vector
<
T
>
 
&
op
 
)

{

   
if
 
(
 
op
.
empty
()
 
)

      
return
 
std
::
vector
<
T
>
 
{};

   
auto
 
min
 
=
 
*
std
::
min_element
(
 
op
.
begin
(),
 
op
.
end
()
 
);

   
auto
 
max
 
=
 
*
std
::
max_element
(
 
op
.
begin
(),
 
op
.
end
()
 
);

   
std
::
vector
<
int
>
 
contagem
(
 
max
 
-
 
min
 
+
 
1
,
 
0
 
);

   
for
 
(
 
auto
 
it
 
=
 
op
.
begin
();
 
it
 
!=
 
op
.
end
();
 
++
it
 
)

      
++
contagem
[
 
*
it
 
-
 
min
 
];

   
std
::
partial_sum
(
 
contagem
.
begin
(),
 
contagem
.
end
(),
 
contagem
.
begin
()
 
);

   
std
::
vector
<
T
>
 
ordenado
(
 
op
.
size
()
 
);

   
for
 
(
 
auto
 
it2
 
=
 
op
.
rbegin
();
 
it2
 
!=
 
op
.
rend
();
 
++
it2
 
)

      
ordenado
[
 
--
contagem
[
 
*
it2
 
-
 
min
 
]
 
]
 
=
 
*
it2
;

   
return
 
ordenado
;

}

```

### Código em C
```
#
 
include
 
<stdio.h>

#
 
include
 
<string.h>

#
 
include
 
<stdlib.h>

#
 
include
 
<ctype.h>

# define MAX 100001

struct
 
data

{

    
int
 
number
;

    
char
 
key
[
100
];

}
 
DataBase
[
MAX
],
 
VectorSort
[
MAX
];

int
 
CounterNum
[
MAX
];

int
 
size
 
=
 
0
;

int
 
main
 
(
void
)

{

    
int
 
i
 
=
 
0
;

    
while
 
(
scanf
(
"%d%s"
,
 
&
DataBase
[
size
].
number
,
 
DataBase
[
size
].
key
)
 
>=
 
1
)

        
size
++
;

    
int
 
aux
[
2
]
 
=
 
{
0
,
 
0
};

    
for
 
(
i
 
=
 
0
;
 
i
 
<=
 
size
;
 
i
++
)

        
aux
[
DataBase
[
i
].
number
]
++
;

    
aux
[
1
]
 
+=
 
aux
[
0
];

    
for
 
(
i
 
=
 
size
 
-
 
1
;
 
i
 
>=
 
0
;
 
i
--
)

        
VectorSort
[
--
aux
[
DataBase
[
i
].
number
]]
 
=
 
DataBase
[
i
];

    
for
 
(
i
 
=
 
0
;
 
i
 
<
 
size
;
 
i
++
)

        
printf
(
"Number: %d  ---  Key: %s
\n
"
,
 
VectorSort
[
i
].
number
,
 
VectorSort
[
i
].
key
);

    
return
 
0
;

}

```

### Código em Java 1.0
```
public
 
Integer
[]
 
CountingSort
(
Integer
[]
 
v
)
 
{

	

//encontra o maior valor em v[]	

	
int
 
maior
 
=
 
v
[
0
]
;

	
for
 
(
int
 
i
 
=
 
1
;
 
i
 
<
 
v
.
length
;
 
i
++
)
 
{

		
if
 
(
v
[
i
]
 
>
 
maior
)
 
{

			
maior
 
=
 
v
[
i
]
;

		
}

	
}

		

//conta quantas vezes cada valor de v[] aparece

	
int
[]
 
c
 
=
 
new
 
int
[
maior
+
1
]
;
//+1 pois se 10 for o maior valor, ele iria apenas de 0 a 9

	
for
 
(
int
 
i
 
=
 
0
;
 
i
 
<
 
v
.
length
;
 
i
++
)
 
{

		
c
[
v
[
i
]]
 
+=
 
1
;

	
}

		

//acumula as vezes de cada elemento de v[] com os elementos anteriores a este

	
for
 
(
int
 
i
 
=
 
1
;
 
i
 
<
 
c
.
length
;
 
i
++
)
 
{

		
c
[
i
]
 
+=
 
c
[
i
-
1
]
;

	
}

		

//adiciona os elementos em suas posições conforme o acumulo de suas frequencias

	
Integer
[]
 
b
 
=
 
new
 
Integer
[
v
.
length
]
;

	
for
 
(
int
 
i
 
=
 
b
.
length
-
1
;
 
i
 
>=
 
0
;
 
i
--
)
 
{
//percorre do fim para o inicio para manter estavel, mas não haveria problema em i = 0; i < b.lenght; i++

		
b
[
c
[
v
[
i
]]
 
-
1
]
 
=
 
v
[
i
]
;

		
c
[
v
[
i
]]--
;

	
}

	

	
return
 
b
;

}

```

### Código em Java 1.1
```
public
 
void
 
CountingSort
(
Integer
[]
 
array
,
 
int
 
leftIndex
,
 
int
 
rightIndex
)
 
{

		

		
//Encontrar o maior valor 

		
int
 
k
 
=
 
0
;

		
for
(
int
 
m
 
=
 
leftIndex
;
 
m
 
<
 
rightIndex
;
 
m
++
){

			
if
(
array
[
m
]
 
>
 
k
){

				
k
 
=
 
array
[
m
]
;

			
}

		
}

		

		
//Cria vetor com o tamanho do maior elemento

		
int
[]
 
vetorTemporario
 
=
 
new
 
int
[
k
]
;

		

		
//Inicializar com zero o vetor temporario

		
for
(
int
 
i
 
=
 
0
;
 
i
 
<
 
vetorTemporario
.
length
;
 
i
++
){

			
vetorTemporario
[
i
]
 
=
 
0
;

		
}

		

		
//Contagem das ocorrencias no vetor desordenado

		
for
(
int
 
j
 
=
 
leftIndex
;
 
j
 
<
 
rightIndex
;
 
j
++
){

			
vetorTemporario
[
array
[
j
]]
 
+=
 
1
;

		
}

		

		
//Fazendo o  complemento do numero anterior 

		
for
(
int
 
i
 
=
 
leftIndex
;
 
i
 
<
 
k
;
 
i
++
){

			
vetorTemporario
[
i
]
 
=
 
vetorTemporario
[
i
]
 
+
 
vetorTemporario
[
i
 
-
 
1
]
;

		
}

		

		
//Ordenando o array da direita para a esquerda

		
int
[]
 
vetorAuxiliar
 
=
 
new
 
int
[
array
.
length
]
;

		
for
(
int
 
j
 
=
 
rightIndex
;
 
j
 
>
 
leftIndex
;
 
j
--
)
 
{

			
vetorAuxiliar
[
vetorTemporario
[
array
[
j
]]]
 
=
 
array
[
j
]
;

			
vetorTemporario
[
array
[
j
]]
 
-=
 
1
;
 

		
}

		

		
//Retornando os valores ordenados para o vetor de entrada

		
for
 
(
int
 
i
 
=
 
leftIndex
;
 
i
 
<
 
rightIndex
;
 
i
++
){

			
array
[
i
]
 
=
 
vetorAuxiliar
[
i
]
;

		
}

	
}

```